# Caecognathia antarctica
Caecognathia antarctica is een pissebed uit de familie Gnathiidae. De wetenschappelijke naam van de soort is voor het eerst geldig gepubliceerd in 1884 door Studer.